# Tengermelléki káka
A tengermelléki káka (Schoenoplectus litoralis) a palkafélék családjába tartozó növényfaj.
Valószínűleg melegkori reliktum növénye a magyar flórának. Mediterrán, mocsári, Magyarországon potenciálisan veszélyeztetett (vörös könyves) faj. Hévízről, Fertő tóból és a Velencei-tóból ismeretes.